# Шарлат (Мазовецьке воєводство)
Шарлат (пол. Szarłat) — село в Польщі, у гміні Ґоворово Остроленцького повіту Мазовецького воєводства. Населення — 77 осіб (2011).
У 1975-1998 роках село належало до Остроленцького воєводства.

## Демографія
Демографічна структура станом на 31 березня 2011 року:
|          | Загалом | Допрацездатний вік | Працездатний вік | Постпрацездатний вік |
| -------- | ------- | ------------------ | ---------------- | -------------------- |
| Чоловіки | 38      | 8                  | 21               | 9                    |
| Жінки    | 39      | 6                  | 15               | 18                   |
| Разом    | 77      | 14                 | 36               | 27                   |